# Aire d'attraction de Basse-Terre
L'aire d'attraction de Basse-Terre est un zonage d'étude défini par l'Insee pour caractériser l'influence de la commune de Basse-Terre sur les communes environnantes. Publiée en octobre 2020, elle se substitue à l'aire urbaine de Basse-Terre, qui comportait 7 communes dans le zonage de 2010.

### Carte

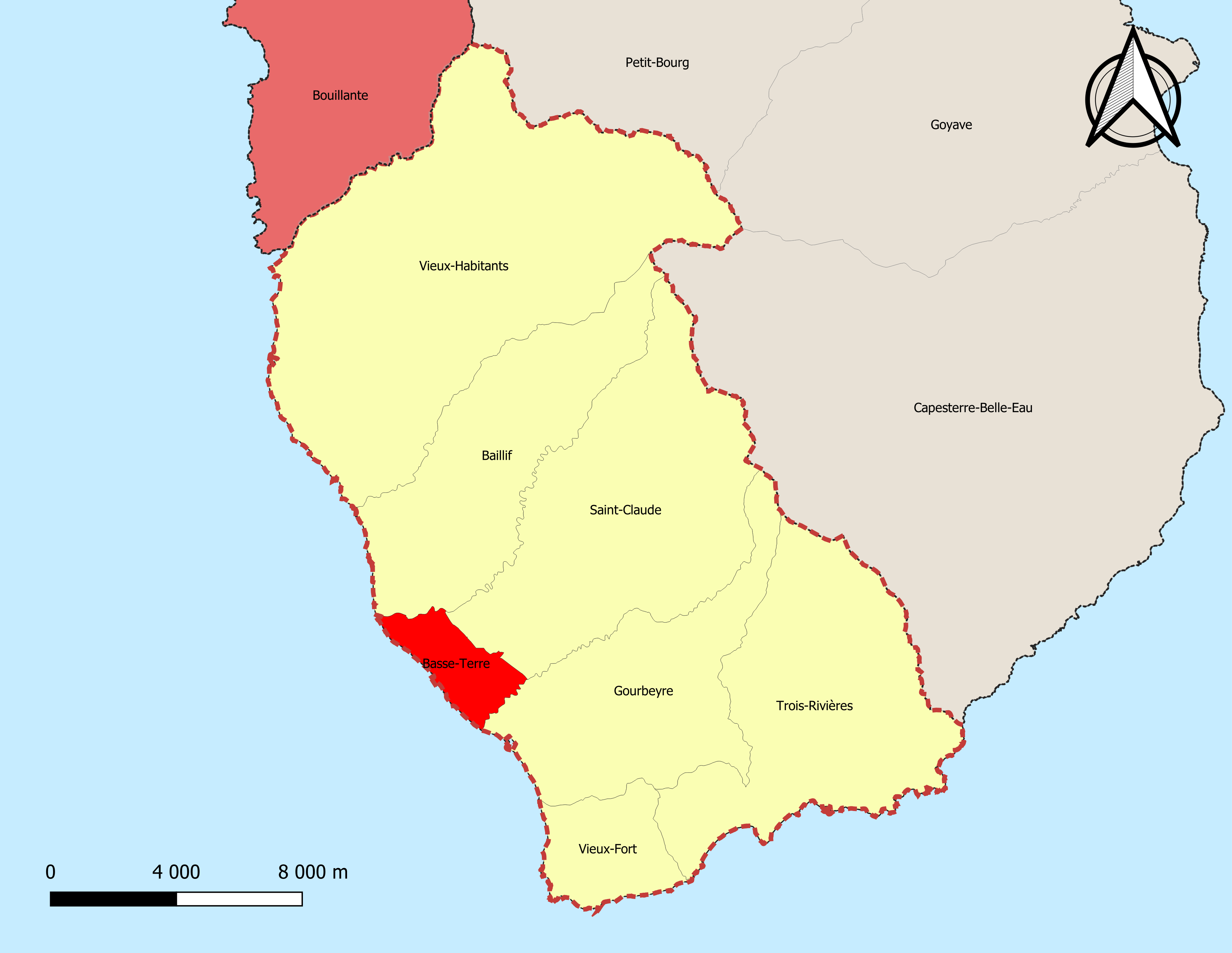
Carte de l'aire d'attraction de Basse-Terre.
Commune-centre
Commune de la couronne

## Définition
L'aire d'attraction d'une ville est composée d'un pôle, défini à partir de critères de population et d'emploi ainsi que d'une couronne constituée des communes dont au moins 15 % des actifs travaillent dans le pôle. Le pôle d'attraction constitue ainsi un point de convergence des déplacements domicile-travail,.

## Géographie
L'aire d'attraction de Basse-Terre est une aire intra-départementale qui comporte 7 communes dans la Guadeloupe. 

### Composition communale
| Nom             | Code Insee | Département | Statut                 | Superficie (km2) | Population (dernière pop. légale) | Densité (hab./km2) | Modifier                                    |
| --------------- | ---------- | ----------- | ---------------------- | ---------------- | --------------------------------- | ------------------ | ------------------------------------------- |
| Baillif         | 97104      | Guadeloupe  | commune de la couronne | 24,30            | 4 949 (2022)                      | 204                | modifier les données · modifier les données |
| Basse-Terre     | 97105      | Guadeloupe  | commune-centre         | 5,78             | 9 419 (2022)                      | 1 630              | modifier les données · modifier les données |
| Gourbeyre       | 97109      | Guadeloupe  | commune de la couronne | 22,52            | 7 378 (2022)                      | 328                | modifier les données · modifier les données |
| Saint-Claude    | 97124      | Guadeloupe  | commune de la couronne | 34,30            | 10 432 (2022)                     | 304                | modifier les données · modifier les données |
| Trois-Rivières  | 97132      | Guadeloupe  | commune de la couronne | 31,10            | 7 519 (2022)                      | 242                | modifier les données · modifier les données |
| Vieux-Fort      | 97133      | Guadeloupe  | commune de la couronne | 7,24             | 1 730 (2022)                      | 239                | modifier les données · modifier les données |
| Vieux-Habitants | 97134      | Guadeloupe  | commune de la couronne | 58,70            | 7 040 (2022)                      | 120                | modifier les données · modifier les données |

## Démographie
Cette aire est catégorisée dans les aires de 50 000 à moins de 200 000 habitants, une catégorie qui regroupe 18,4 % de la population au niveau national.